# Humada
Humada es una localidad y un municipio situados en la provincia de Burgos, Castilla la Vieja, en la comunidad autónoma de Castilla y León (España), comarca de Páramos, partido judicial de Burgos, cabecera del ayuntamiento de su nombre.

## Geografía
El municipio de Humada se encuentra situado en el noroeste de la provincia de Burgos, a 20 km de Villadiego y a 59 km de Burgos, fácil acceso a la carretera N-627
Tiene un área de 85,19 km² con una población de 119 habitantes para el municipio de Humada y de 19 habitantes para la localidad de Humada.
Riqueza paisajística, fauna y flora. Fríos inviernos que nos dejan nevadas de gran belleza que antiguamente dejaban incomunicado el municipio.
Agrupación administrativa con los municipios de Rebolledo de la Torre y Valle de Valdelucio.
Desde 2017, el municipio se encuentra incluido en el Geoparque Las Loras, el primer geoparque de la Unesco en Castilla y León.

### Clima
Humada tiene un clima Csb (templado con verano seco y templado) según la clasificación climática de Köppen. Sin embargo la estación seca, que solo dura un mes, no está apenas marcada y la propia clasificación del clima se encuentra en la transición del clima Csb al oceánico Cfb (sin estación seca).
| Parámetros climáticos promedio de Humada en el periodo 1961-2003 | Parámetros climáticos promedio de Humada en el periodo 1961-2003 | Parámetros climáticos promedio de Humada en el periodo 1961-2003 | Parámetros climáticos promedio de Humada en el periodo 1961-2003 | Parámetros climáticos promedio de Humada en el periodo 1961-2003 | Parámetros climáticos promedio de Humada en el periodo 1961-2003 | Parámetros climáticos promedio de Humada en el periodo 1961-2003 | Parámetros climáticos promedio de Humada en el periodo 1961-2003 | Parámetros climáticos promedio de Humada en el periodo 1961-2003 | Parámetros climáticos promedio de Humada en el periodo 1961-2003 | Parámetros climáticos promedio de Humada en el periodo 1961-2003 | Parámetros climáticos promedio de Humada en el periodo 1961-2003 | Parámetros climáticos promedio de Humada en el periodo 1961-2003 | Parámetros climáticos promedio de Humada en el periodo 1961-2003 |
| Mes | Ene.                                                             | Feb.                                                             | Mar.                                                             | Abr.                                                             | May.                                                             | Jun.                                                             | Jul.                                                             | Ago.                                                             | Sep.                                                             | Oct.                                                             | Nov.                                                             | Dic.                                                             | Anual                                                            |
| --- | ---------------------------------------------------------------- | ---------------------------------------------------------------- | ---------------------------------------------------------------- | ---------------------------------------------------------------- | ---------------------------------------------------------------- | ---------------------------------------------------------------- | ---------------------------------------------------------------- | ---------------------------------------------------------------- | ---------------------------------------------------------------- | ---------------------------------------------------------------- | ---------------------------------------------------------------- | ---------------------------------------------------------------- | ---------------------------------------------------------------- |
| Temp. media (°C) | 2.9                                                              | 4.2                                                              | 7.2                                                              | 7.9                                                              | 12.0                                                             | 15.4                                                             | 18.4                                                             | 19.1                                                             | 15.2                                                             | 10.7                                                             | 6.3                                                              | 3.9                                                              | 10.3                                                             |
| Precipitación total (mm) | 97.6                                                             | 83.1                                                             | 64.2                                                             | 85.8                                                             | 78.4                                                             | 55.9                                                             | 34.5                                                             | 25.7                                                             | 51.8                                                             | 85.9                                                             | 106.4                                                            | 99.4                                                             | 868.5                                                            |
| Fuente: Ministerio de Agricultura, Alimentación y Medio Ambiente. Datos de precipitación para el periodo 1961-2003 y de temperatura para el periodo 1985-2003 en Humada 5 de noviembre de 2012 |                                                                  |                                                                  |                                                                  |                                                                  |                                                                  |                                                                  |                                                                  |                                                                  |                                                                  |                                                                  |                                                                  |                                                                  |                                                                  |

El municipio se encuentra dividido en ocho entidades locales menores, reseñadas en sus respectivos artículos, son:
- Congosto
- Fuencaliente de Puerta o Fuencalenteja
- Fuenteodra
- Humada
- Los Ordejones, formada por dos localidades: Ordejón de Abajo , o Santa María y Ordejón de Arriba , o San Juan.
- Rebolledo de Traspeña
- San Martín de Humada
- Villamartín de Villadiego.

## Monumentos y lugares de interés
- "Sedano y las Loras"[7]

Municipios: Basconcillos del Tozo, Humada, Los Altos, Rebolledo de la Torre, Sargentes de la Lora, Tubilla del Agua, Úrbel del Castillo, Valle de Sedano y Valle de Valdelucio.
Monumentos Románicos más emblemáticos
- Iglesia de San Julián y Santa Basilisa

Ubicación: REBOLLEDO DE LA TORRE (BURGOS)
Categoría: MONUMENTO
- Iglesia de San Esteban (Moradillo de Sedano)

Ubicación: MORADILLO DE SEDANO – VALLE DE SEDANO (BURGOS)
Categoría: MONUMENTO 
- Iglesia de San Esteban

Ubicación: BAÑUELOS DEL RUDRÓN – TUBILLA DEL AGUA (BURGOS)
Categoría: MONUMENTO
- Iglesia Santa María la Mayor

Ubicación: FUENTE URBEL
Categoría: EIC (Elementos de Interés Cultural de Carácter Local);

### Humada
Románico 
- Humada: ermita de Nuestra Señora del Rosario
- Rebolledo de Traspeña: iglesia de San Julián Obispo
- San Martín de Humada: iglesia de San Martín Obispo

### Parroquia
- Titular: San Miguel Arcángel
- Arciprestazgo: Amaya
- Unidad Pastoral: Humada-Amaya
- Párroco: José Luis Cabria Ortega

## Demografía
Humada cuenta con una población de 116 habitantes (INE 2024).
| Gráfica de evolución demográfica de Humada entre 1842 y 2021 |
| |
| Población de derecho según los censos de población del INE Población de hecho según los censos de población del INEEn estos censos se denominaba Los Ordejones: 1842, 1857, 1860 y 1877. Entre el censo de 1857 y el anterior, crece el término del municipio porque incorpora a Congosto, Fuencalenteja, Fuenteodra y San Martín de Humada. Entre el censo de 1970 y el anterior, crece el término del municipio porque incorpora a Villamartín de Villadiego. |

| 1991 | 1996 | 2001 | 2004 | 2008 |
| ---- | ---- | ---- | ---- | ---- |
| 296  | 246  | 188  | 177  | 158  |

## Historia
Lugar que formaba parte de la Cuadrilla de Valdelucio en el Partido de Villadiego, uno de los catorce que formaban la Intendencia de Burgos, durante el periodo comprendido entre 1785 y 1833, en el Censo de Floridablanca de 1787, jurisdicción de señorío siendo su titular el duque de Frías, alcalde pedáneo.
Hasta esta fecha el nombre del municipio era Los Ordejones. En 1877 cuando empezó a llamarse Humada.

## Cultura
En la década de los noventa, el lingüista Iván Ortega Santos realizó una recopilación y estudio de las tradiciones orales en el Valle de Humada; pertenecen a la tradición oral del valle las Marzas, Sacramentos, Mandamientos y Canciones de Reyes con cantares de ciegos, calvarios y cantares de bodas.
En los últimos años, la asociación cultural A Vuelo Pájaro organiza el festival Fuenteodra Rocks. Este certamen, de carácter totalmente gratuito, pretende ser una manifestación del panorama rock novel español.